# Myotis grisescens
Myotis grisescens е вид бозайник от семейство Гладконоси прилепи (Vespertilionidae). Видът е почти застрашен от изчезване.

## Разпространение
Разпространен е в САЩ.